# یواس‌اس پورتنت (ای‌ام-۱۰۶)
یواس‌اس پورتنت (ای‌ام-۱۰۶) (به انگلیسی: USS Portent (AM-106)) یک کشتی بود که طول آن ۲۲۱ فوت ۳ اینچ (۶۷٫۴۴ متر) بود. این کشتی در سال ۱۹۴۲ ساخته شد.